# 11406 Ucciocontin
11406 Ucciocontin eller 1999 CY14 är en asteroid i huvudbältet som upptäcktes den 15 februari 1999 av den kroatiska astronomen Korado Korlević vid Višnjan-observatoriet. Den är uppkallad efter Aurelio Contin.
Asteroiden har en diameter på ungefär 6 kilometer.